# Vito Comencini
Vito Comencini (Bussolengo, 11 ottobre 1987) è un politico italiano.

## Biografia
Consigliere e Capogruppo della Lega Nord nella Terza Circoscrizione del Comune di Verona dal 2007 al 2012, rieletto nel maggio 2012 e in carica per il secondo mandato fino al 2017, dal giugno 2017 è Consigliere comunale del Comune di Verona. Alle elezioni politiche del 2018 è eletto deputato della Lega. È membro e segretario dal 2018 della III Commissione affari esteri e comunitari. 
Dopo lo scioglimento del Parlamento decide di non ricandidarsi alle imminenti elezioni anticipate del 22 settembre 2022, ma continua la sua attività politica sul territorio con l’obiettivo di portare all’autonomia del Veneto. Inizia l’attività da avvocato in uno studio legale e diventa presidente del Centro Studi Suvorov, dal nome del generale Russo Suvorov.
Il 3 ottobre 2023 annuncia, tramite un post su Facebook, la sua uscita dalla Lega che a suo avviso “ha perso ogni spinta identitaria”. Alla fine di novembre partecipa alla prima assemblea di Indipendenza!, nuovo partito di Gianni Alemanno, esprimendo il suo appoggio esterno per le battaglie identitarie e per la sovranità. 
Il 16 dicembre 2023 fonda insieme ad altri ex militanti leghisti l’associazione politica Popolo Veneto. In vista delle elezioni europee 2024, il 21 marzo 2024 Popolo Veneto aderisce alla lista Libertà di Cateno De Luca candidandosi nella circoscrizione nord-orientale. Con circa 1.850 preferenze si piazza sesto ma la lista non supera la soglia di sbarramento.